# Maxime Leroux
Maxime Noël Michel Leroux (* 26. März 1951 in Sainte-Adresse, Frankreich; † 24. Januar 2010 in Rouen, Frankreich) war ein französischer Schauspieler.

## Leben
Leroux war Schauspieler, der vorrangig in französischen Produktionen mitwirkte. Seine bekanntesten Rollen waren die des Drogengangsters Goliath in Wer hat dem Rabbi den Koks geklaut? sowie als Frank Larcher in Der teuflische Mr. Frost.
Leroux starb 2010. Er war verheiratet und hatte drei Kinder.

## Filmografie (Auswahl)
- 1983: Flucht in den Abgrund (Effraction)
- 1987: Wer hat dem Rabbi den Koks geklaut? (Lévy et Goliath)
- 1987: Cross – Zwei knallharte Profis (Cross)
- 1987: Agent Trouble – Mord aus Versehen (Agent Trouble)
- 1987: Die Passion der Beatrice (La passion Béatrice)
- 1988: Chouans! – Revolution und Leidenschaft (Chouans!)
- 1988: Camille Claudel
- 1989: Bell mir das Lied vom Tod (Baxter)
- 1989: Milch und Schokolade (Romuald et Juliette)
- 1990: Der teuflische Mr. Frost (Mister Frost)
- 1990: Kommissar Navarro (Navarro, Fernsehserie, 1 Folge)
- 1991: Geliebte Milena (Milena)
- 1991: Rückkehr eines Toten (Netchaiev est de retour)
- 1991: Dark Line
- 1992: Diên Biên Phú – Symphonie des Untergangs (Diên Biên Phu)
- 1992: Drei Kubikmeter Liebe (Interdit d’amour)
- 1993: Die Affäre Seznec (L’Affaire Seznec)
- 1993: Tango Mortale (Tango)
- 1993: Der Anwalt (Un crime)
- 1993: Alle lieben Mathilde (Faut-il aimer Mathilde?)
- 1994: Die Diplomatin (La Femme dans la tourmente)
- 1994: Die Auferstehung des Colonel Chabert (Le Colonel Chabert)
- 1994: Julie Lescaut (Fernsehserie, 1 Folge)
- 1996: Die Elsässer (Les Alsaciens ou les Deux Mathilde, Fernsehvierteiler)
- 1999, 2005: La Crim’ (Fernsehserie, 2 Folgen)
- 2000: Les Misérables – Gefangene des Schicksals (Fernsehminiserie)
- 2002, 2007: Une femme d’honneur (Fernsehserie, 2 Folgen)
- 2003: Die Bestie der alten Berge (La Bête du Gevaudan)
- 2006: Tödliche Diamanten (Un printemps à Paris)
- 2007: Greco (Fernsehserie)
- 2008: Boulevard du Paris (Fernsehserie)